# Mogha, Chincholi
Mogha là một làng thuộc tehsil Chincholi, huyện Gulbarga, bang Karnataka, Ấn Độ.